# Sukhoi Su-24
Il Sukhoi Su-24 (in cirillico: Сухой Су-24, nome in codice NATO: Fencer) è un bombardiere tattico supersonico con ali a geometria variabile di fabbricazione sovietica, sviluppato dall'OKB-51 negli anni sessanta ed entrato in servizio nell'aviazione sovietica nel 1974.
Progettato per compiere missioni di bombardamento a bassa quota, è oggi impiegato dalle Forze aerospaziali russe, suo principale utilizzatore, anche in missioni di ricognizione aerea.
Il Su-24 ha riscosso un grande successo commerciale nei continenti asiatico e africano ed è stato attivamente impiegato nel corso del conflitto in Ossezia del Sud e durante l'intervento russo nel corso della guerra civile siriana.
Nel 2013, è stata completata la conversione al più recente standard Su-24M2 di tutti i velivoli di prima linea in forza all'aviazione russa. Al 2022, il velivolo sta progressivamente venendo sostituito dal più moderno e versatile Su-34.

## Storia del progetto
Il requisito per il rimpiazzo dell'aereo da bombardamento Yakovlev Yak-28, successore a sua volta dello Ilyushin Il-28 ma non molto efficiente a causa del limitato raggio d'azione, venne emesso all'inizio degli anni sessanta.
L'ideazione del primo aereo nato dai nuovi requisiti operativi portò al designato S-6, dotato di un'ala a freccia e due turbogetti R-21 da 7 200 kg di spinta. Si considerò poi la versione a decollo corto del Su-15, il modello da caccia che all'epoca era in fase di sviluppo: anche questo progetto, come il precedente, non ebbe seguito.
Ebbe invece concretizzazione il prototipo T-6, dotato di ali a delta, che volò nel 1967. Ma anche questa macchina, nonostante la potenza dei motori R-27 di nuova generazione, non poteva considerarsi pienamente soddisfacente dal momento che aveva anche quattro reattori portanti R-36, capaci di ridurre il decollo non meno del raggio d'azione (per via della loro presenza che toglieva posto ai serbatoi, non del loro funzionamento).
Il cacciabombardiere pensato per il futuro impiego nei reparti di prima linea era un velivolo capace di decolli da piste corte e improvvisate per sfuggire ad eventuali attacchi diretti verso gli aeroporti, pertanto lo TsAGI, l'istituto dello studio dell'aerodinamica sovietico, elaborò un disegno che contemplava il ricorso alle ali con geometria variabile, soluzione che allora aveva larghissima diffusione nei nuovi progetti di macchine ad alte prestazioni. La fusoliera rimase quasi uguale, e già nel 1970 la macchina decollò per la prima volta.
Nonostante questo, il velivolo ebbe poi una lunga gestazione che ne ritardò la piena operatività fino al 1976, ma la produzione partì subito per non perdere tempo e affrettare l'introduzione in servizio della nuova macchina. I sovietici erano infatti molto preoccupati dalla minaccia del cacciabombardiere statunitense General Dynamics F-111, che anche se aveva dimostrato vari problemi fu molto efficace nella guerra del Vietnam, e l'esigenza di contrapporre un equivalente era ovviamente molto sentita.
I velivoli dei primi modelli non erano ancora equipaggiati con l'intera dotazione elettronica, che sarebbe apparsa solo con il modello D, ma comunque erano quanto di meglio l'URSS avesse a disposizione e vennero dichiarati operativi nel 1975, circa otto anni dopo l'F-111 ma cinque prima del Panavia Tornado.

## Tecnica

### Struttura
Il potente apparecchio da bombardamento tattico dell'OKB Sukhoi è soprannominato Cemodan (valigia) per la sua forma squadrata e ha una struttura pensata per il volo prolungato a bassa quota. Esso, rispetto all'F-111, sembra molto più robusto e meno raffinato nei particolari, come il rivestimento della superficie, che nell'aereo statunitense era assolutamente liscia, con una struttura estremamente affusolata, mentre nell'aereo sovietico le forme sono semplificate e i rivetti abbondanti.
Le ali, in posizione alta, sono a geometria variabile in volo, con posizioni di 16° (decollo e manovre lente), 35° (volo di crociera e velocità inferiori a 800 km/h), 45° (manovre di combattimento e velocità transonica) e 69° (volo a massima velocità).
Gli slat (ipersostentatori sul bordo d'attacco) sono posizionati lungo tutta l'ala, così come i flap su quello di fuga, nonché diruttori su ogni semiala. Le superfici di coda sono invece costituite da un timone di direzione assai alto e snello, derivato da quello del Su-15, e piani di coda interamente mobili (detti anche stabilatori), mentre due pinne fisse hanno funzione stabilizzante.
La fusoliera, a forma scatolata, contiene i motori nella parte posteriore, i serbatoi e il meccanismo della superficie alare al centro e l'abitacolo nella parte anteriore. Quest'ultimo alloggia pilota e navigatore affiancati, come sulle macchine statunitensi, sebbene il campo visivo alle spalle non sembra altrettanto curato. I piloti siedono su seggiolini K-36, capaci di ottime prestazioni in ogni condizione di volo.
Il cruscotto beneficia della larghezza dell'abitacolo di ben 1,65 metri, per ospitare un gran numero di strumenti, sia pure di tipo analogico e quindi senza schermi digitali multifunzione. È presente un piccolo Head-Up Display per il pilota e uno schermo televisivo per il navigatore, con una massiccia struttura di sostegno. Indicatori a nastro, uno schermo per il Radar Warning Receiver e strumenti analogici vari sono presenti soprattutto nella parte centrale del pannello, per facilitarne la visione a entrambi i piloti.

### Avionica
L'elettronica consente alla macchina una grande capacità d'impiego, con il computer centrale Orbita e un sistema di navigazione PNS-24 capace di riportare l'aereo alla base di partenza con un errore di 50 metri dal punto stimato.
Il radar di ricerca Orion, il radar d'inseguimento del terreno (TFR) Relief e altre attrezzature, per lo più contenute nel muso, hanno dato all'interdittore della Sukhoi una capacità di volo automatico a bassa quota in condizioni ognitempo ben apprezzate, mentre l'alto carico alare rende il volo prolungato a tali quote e velocità sufficientemente confortevole. Per l'attacco al suolo, oltre al radar di ricerca, esiste la camera notturna TP-23E Fantasmagoria e altri sistemi, mentre la difesa è assicurata dalle antenne dell'SPO-15 Berjëza, disturbatori Gardenia e lanciatori di inganni APP-50.

### Motori
I motori, al contrario della sofisticata avionica, non sono invece particolarmente moderni, e anzi costituiscono certamente il principale "tallone d'Achille" della macchina.
Gli AL-21F sono turbogetti monoassiali di vecchia generazione che non sono stati sostituiti dai successivi Lyulka AL-31.
Tuttavia, si tratta di motori di grandissima potenza (oltre 11 tonnellate di spinta) e consumo limitato quando impiegati in volo ad alta velocità. Hanno un peso di 2 000 chilogrammi da cui se ne ricava un rapporto spinta-peso di 5,6 a 1. Tale valore è basso se confrontato con i moderni motori dell'ultima generazione, ma molto alto, come anche la potenza erogata, rispetto al turbogetto "classico" per eccellenza, il General Electrics J-79, capace di solo 4-4,5 a 1.
Strutturalmente, dispongono di 14 stadi di compressione e una temperatura d'uscita di circa 1 100 °C, certamente non molto efficiente dal punto di vista termodinamico, ma almeno con ridotta propensione ad attirare i missili a ricerca di calore. Le prese d'aria sono a semplice geometria fissa, anziché variabile come sulle prime versioni. Sono più leggere e semplici, ma riducono la velocità massima ad alta quota a causa soprattutto del surriscaldamento.
La disponibilità interna di combustibile è di 11 900 litri, e a questo valore elevatissimo si aggiungono due serbatoi da 2 500 litri sotto le ali e la predisposizione per il rifornimento in volo.

### Armamento

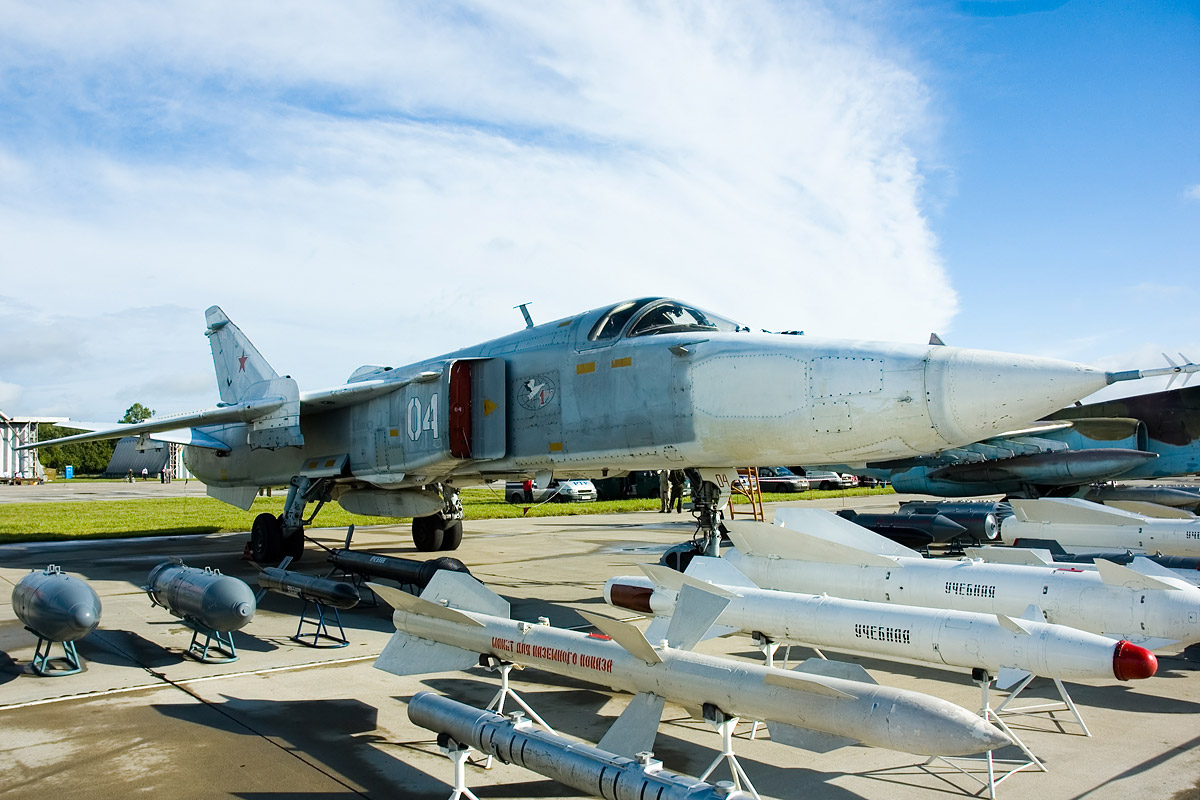
L'armamento a disposizione

L'armamento è costituito infine da un cannone a elevatissima cadenza di tiro GSh-23-6 con 500 colpi ed un'inclinazione di 2 gradi verso il basso. Altre fonti riportano 260 colpi, ma vista le capacità di fuoco di quest'arma sembra probabile che i proiettili siano in realtà 500. Il volume di fuoco ammonta infatti a ben 8 000 colpi al minuto, e questo con un'arma sparante proiettili più lenti di quelli del Vulcan statunitense (a cui si ispira) ma molto più pesanti; inoltre pesa appena poco di più della metà del cannone americano.
Le armi esterne comprendono tutto quello che i velivoli tattici russi possono adoperare: missili AS-7, AS-9, AS-10, AS-11, AS-14, AS-17, bombe nucleari o convenzionali fino a 1 500 chilogrammi l'una, razzi tra i 57 e i 330 millimetri (praticamente delle bombe a razzo), pod per il rifornimento in volo di altre macchine e missili AA-8 per l'autodifesa. Il tutto per un massimo di 7 500-9 000 chili, ripartiti tra 7 piloni disposti come sul Tornado, ma senza problemi di spazio viste le dimensioni della macchina russa.
Successivamente all'invasione russa dell'Ucraina, a maggio 2023, fu ufficializzata l'integrazione del missile da crociera aviolanciabile a lungo raggio di costruzione europea Storm shadow su di un Su-24 ucraino. Durante l'incontro avvenuto a Kiev tra il segretario della difesa britannico, Ben Wallace ed il suo omologo ucraino, Oleksii Reznikov, emerse un’interessante foto di un Su-24MR armato di un missile Storm Shadow, montato su un pilone sub alare sotto la semiala destra.

## Impiego operativo
Oltre 1 200 aerei, tra cui oltre 100 "elettronici", hanno prestato servizio nei reggimenti aerei sovietici tra la metà degli anni settanta e lo scioglimento dell'URSS, servendo come ricognitori, aerei d'attacco navale, interdittori e soprattutto come bombardieri nucleari tattici.
Ottimi a bassa quota, anche se forse non straordinari, hanno prestazioni buone anche alle medie quote, probabilmente superiori a quelle del Tornado.
Ovunque operano, sono considerati aeroplani di primissima importanza e anzi i più temibili tra gli aerei da bombardamento tattico disponibili, costituendo il fulcro dei reparti offensivi di almeno una decina di Paesi attualmente equipaggiati da questa macchina.
A metà degli anni novanta circa 700 velivoli, forse la metà del totale prodotto, erano in carico alla V-VS e l'AVMF russa, che ancora nel 2004 sono riportate come aventi oltre 500 apparecchi; altre macchine sono in linea in Ucraina (oltre un centinaio), Bielorussia e altre repubbliche ex-sovietiche.
I clienti sono numerosi:
- L'Iraq ha ricevuto nei tardi anni ottanta circa 24 Fencer: la maggior parte di essi si sono rifugiati in Iran durante le fasi finali di Desert Storm e appare ironico che questi velivoli, certamente utilissimi se fossero stati usati durante la guerra Iran-Iraq, abbiano poi contribuito a rimpinguare l'arsenale di quest'ultimo, assieme ad altre 14 macchine direttamente acquistate in Russia.
- Gli iraniani sono molto soddisfatti di questi velivoli, a quanto riportato da fonti giornalistiche; pare che abbiano il triplo del raggio d'azione a bassa quota di quanto consentano gli F-4 Phantom con 2,5 tonnellate di carico.
- Tra i clienti meno noti, Libia, Algeria e Siria hanno ricevuto tutte tra i 15 e i 28 apparecchi l'una, in genere tra i tardi anni ottanta e l'inizio del decennio successivo, quando la produzione dei velivoli per le esigenze nazionali era finita. La configurazione tipica è quella definita come Su-24MK; i Fencer siriani e iraniani sono tra le minacce più gravi secondo le valutazioni della difesa israeliana.

Per il futuro di questo aereo non sono previste sostanziali novità, a parte aggiornamenti nell'elettronica e nei sistemi d'arma, visto che il Su-27 con i suoi derivati ha ormai preso pieno possesso delle linee di montaggio delle industrie del gruppo Sukhoi, nonché dei mercati internazionali.
Nel settembre del 2014 venne abbattuto da un missile Patriot un Sukhoi Su-24 dell’Aeronautica militare siriana che era penetrato nello spazio aereo israeliano.
Il 24 novembre 2015, durante la guerra civile siriana un Su-24M russo è stato abbattuto da due F-16 turchi vicino al confine tra Siria e Turchia. L'equipaggio si eiettò prima che l'aereo si schiantasse, ma solo il navigatore è stato tratto in salvo dalle forze di soccorso russe, mentre il pilota è stato ucciso dai ribelli turcomanni mentre scendeva con il paracadute.
Il 10 ottobre 2017 un Su-24M russo si è schiantato in Siria in prossimità della pista della base di Chmejmim nei pressi di Laodicea, dopo essere decollato per una missione di combattimento. I due membri dell'equipaggio, pilota ed addetto ai sistemi d'ama, della VVS (Voenno-vozdušnye sily Rossijskoj Federacii) non hanno avuto il tempo di eiettarsi e sono morti.

## Versioni
- T-6: prototipo

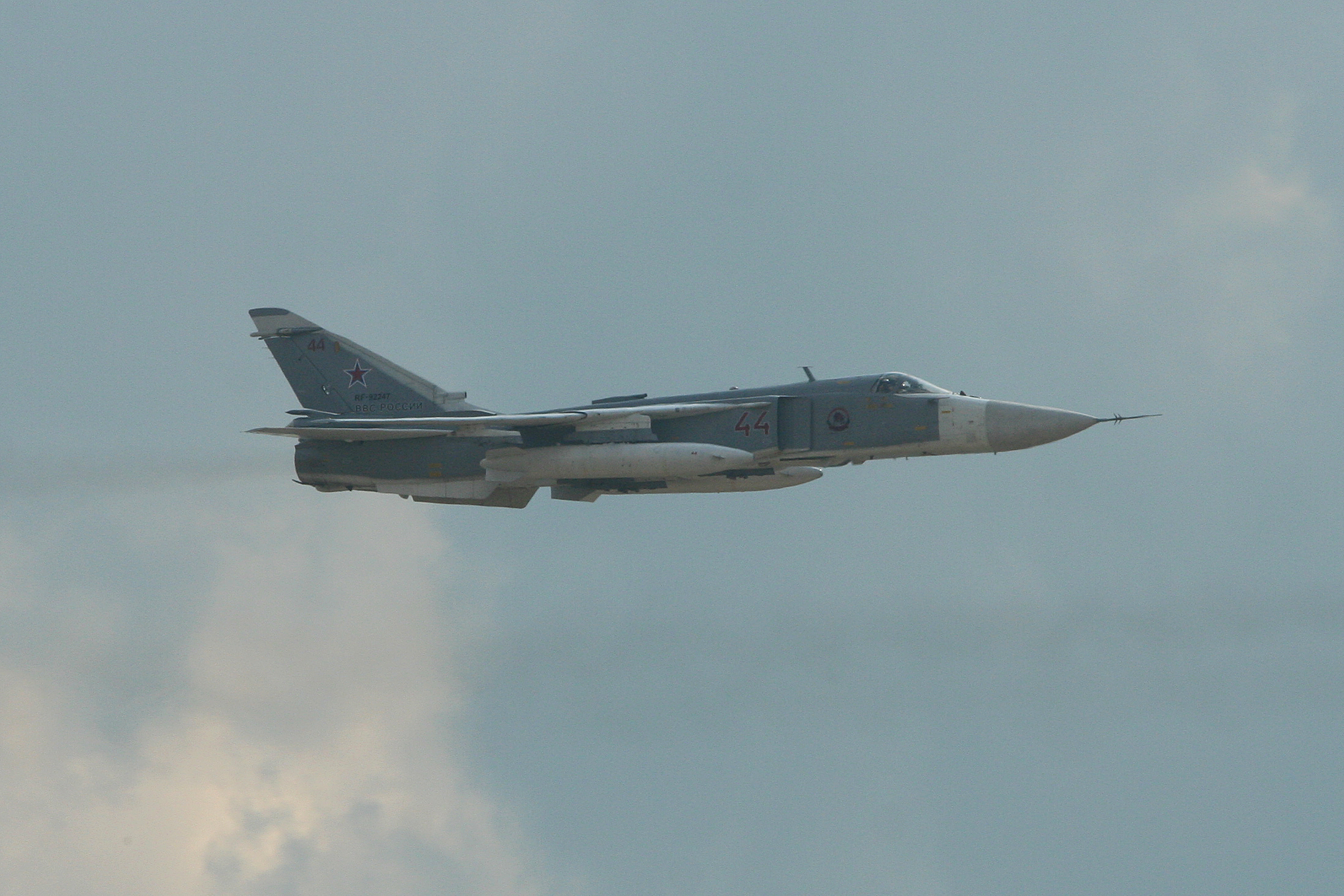
Uno Suhkoi Su-24M Fencer-D

- Su-24 Fencer-A: modello di preserie, mancante di antenne di alcuni sistemi elettronici, ma ancora con le prese d'aria a geometria variabile per ottimizzare le prestazioni a velocità supersoniche.
- Su-24 Fencer-B: entrato in linea nel 1975; la fusoliera è stata ridisegnata nella parte posteriore.
- Su-24 Fencer-C: in linea dal 1981, aveva le prese d'aria bloccate sulla posizione di decollo piuttosto che regolabili in volo, oltre a migliorie nel sistema elettronico di navigazione, attacco e contromisure elettroniche.
- Su-24M Fencer-D: profonda rielaborazione per l'allungamento del muso di ben 75 cm, per alloggiare il nuovo sistema di navigazione e attacco, oltre alla sonda per il rifornimento in volo.
- Su-24M2 Fencer-D: versione introdotta tra il 2000 e il 2013 dotata di nuovo sistema di navigazione (SVP-24), nuovo sistema di controllo delle armi, HUD, e nuovi armamenti.
- Su-24MK: modello simile al precedente privato delle componenti più segrete e venduto all'estero.
- Su-24MR Fencer-E: questa è la variante da ricognizione del precedente, un velivolo ancora più notevole poiché imbarca al posto del cannone un sistema elettro-ottico di ricognizione AIST-M, e il radar STICK a scansione laterale con la possibilità di registrare una striscia di terreno di 400 km di lunghezza e 24 di larghezza su entrambi i lati del velivolo. Esistono inoltre fotocamere AFA-100 ad alta risoluzione, mentre esternamente sono disponibili tre diversi contenitori capaci di ospitare sensori laser come lo SHPIL-2 m con risoluzione di 0,25 m utilizzabile fino a una quota minima di 150 metri. Oltre a questo, sono disponibili sistemi di ricognizione elettronica (ELINT) e rivelazione radioattività. Inoltre i dati raccolti sono inviabili in tempo reale a terra grazie al datalink sicuro BRS-1 a banda larga. Sono ancora montati i dispositivi di disturbo elettronico di autodifesa e missili AA-8 per la difesa dai caccia nemici.
- Su-24MP Fencer-F: versione da ricognizione e guerra elettronica, capace di analizzare e disturbare ogni emissione elettromagnetica avversaria grazie a 6 nuovi apparati di tipo segreto. Caratterizzata da difficoltà di messa a punto, non ha superato la quindicina di macchine approntate (altre fonti riportano circa 20).
- Su-24MM: radicale miglioramento del modello di base grazie ai nuovi motori AL-31. La comparsa delle versioni da attacco del Sukhoi Su-27 ne hanno interrotto lo sviluppo, ma se non altro hanno anche dimostrato come fino al 1984 queste macchine erano considerate meritevoli di ulteriori (e anzitempo abbandonati) sviluppi.

## Utilizzatori

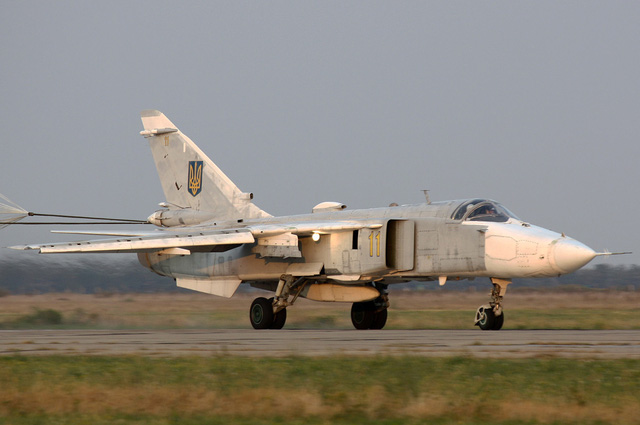
Su 24MR, Viys'kovo-Povitriani Syly Ukrayiny

Algeria

Paesi utilizzatori in blu, Paesi che in passato hanno utilizzato il Su-24 in rosso

- Al-Quwwat al-Jawwiyya al-Jaza'iriyya

22 velivoli ex bielorussi acquistati tra il 1991 e il 1996, dei quali 3 ricognitori Su-24MR Fencer-E e 19 cacciabombardieri Su-24MK Fencer-D e tutti in servizio al settembre 2018. Circa la metà di questi è stata aggiornata in Bielorussia allo standard M2 GEFEST tra la fine degli anni novanta e l'inizio dei duemila. L'aggiornamento comprende nuovo sistema di navigazione SVP-24, nuovo abitacolo con HUD e due schermi multifunzione e possibilità di trasporto di armamenti a guida laser. Nonostante l'età media e il numero di ore sulle spalle dei propri aerei, l'aeronautica sembrerebbe intenzionata a mantenerli in servizio almeno fino al 2020, effettuando l'aggiornamento allo standard M2 dei velivoli non ancora modificati. A giugno 2019 è stato comunicato che tutti i 40 velivoli superstiti saranno aggiornati allo standard Su-24M2.
 Angola
- Força Aérea Popular de Angola y Defesa Aérea y Antiaérea

12 Su-24MK ex bielorussi in servizio dal 1999, tutti in servizio all'agosto 2015.
 Azerbaigian
- Azərbaycan hərbi hava qüvvələri

4 apparecchi in servizio.
 Bielorussia
- Voenno-vozdušnye sily i vojska protivovozdušnoj oborony

30 Su-24MK e 12 Su-24MR ex sovietici in servizio dal 1992 al 2012. 12 Su-24MK furono ceduti all'Aeronautica del Sudan nel 2012, e ulteriori 12 all'Angola nel 1999.
 Georgia
- Sak'art'velos samxedro-sahaero dzalebi

dispone di 9 apparecchi 6 dei quali ancora operativi.
 Iran

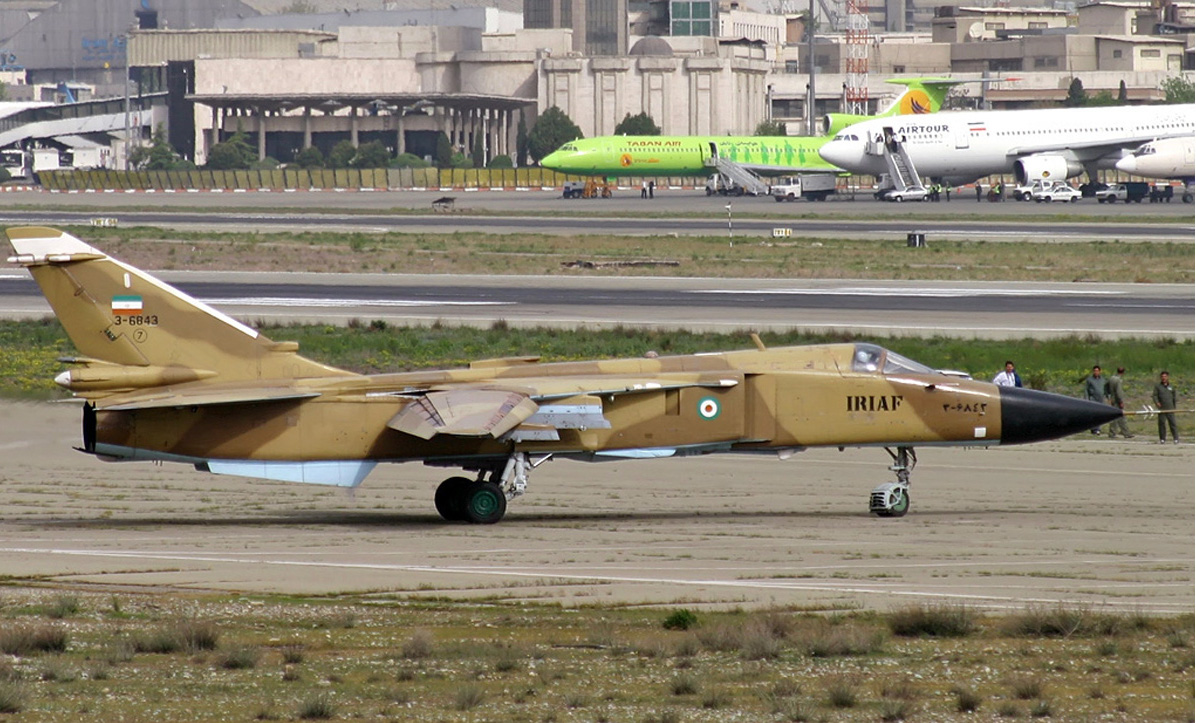
Su-24, Niru-ye Havayi-ye Artesh-e Jomhuri-ye Eslami-e Iran

- Niru-ye Havayi-ye Artesh-e Jomhuri-ye Eslami-e Iran

12 esemplari iracheni internati, dopo che avevano disertato durante la guerra del Golfo, 12 acquistati nel 1991 ed entrambi i modelli sono stati sottoposti a upgrade nel 2005.
 Kazakistan
- Forza di difesa aerea della Repubblica del Kazakistan

36 Su-24MR ex sovietici ricevuti a partire dal 1997, dei quali, forse, solo 13 sono ancora in servizio al marzo 2022.
 Libia
- Al-Quwwat al-Jawwiyya al-Libiyya

18 Su-24MK consegnati.
 Russia
- Voenno-vozdušnye sily

80 Su-24M2 in servizio nel 2017.
- Aviacija Voenno-Morskogo Flota

79 Su-24MR da ricognizione in servizio nel 2017.
 Siria
- Al-Quwwat al-Jawwiyya al-'Arabiyya al-Suriyya

21 aerei in servizio al 2016. Tutti sono stati ammodernati alla configurazione M2 con sistemi di navigazione e con l'integrazione di munizionamento guidato di precisione.
 Sudan
- Al-Quwwat al-Jawwiyya al-Sudaniyya

12 Su-24MK ex bielorussi acquistati nel 2012.
 Ucraina
- Aeronautica militare ucraina

90 Su-24, 120 Su-24M e 35 Su-24MR ricevuti dopo la dissoluzione dell'Unione Sovietica. 28 Su-24M e 12 Su-24MR in organico nel 2022, di cui circa 14 Su-24M e 8 Su-24MR in condizioni di volo.
 Uzbekistan
- Aeronautica militare e difesa aerea dell'Uzbekistan

## Ex utilizzatori
Afghanistan
- De Afghan Hanoi Quirah

15 Su-24MK utilizzati fino al 1989, poi restituiti all'Unione Sovietica.
 Iraq
- Al-Quwwat al-Jawwiyya al-'Iraqiyya

disponeva originariamente tra i 18 ed i 24 velivoli. Nessuno dei velivoli rimasti nel Paese è sopravvissuto all'invasione del 2003.
  Unione Sovietica
- Voenno-vozdušnye sily
- Aviacija Voenno-Morskogo Flota

### Pubblicazioni
- Andrea Nativi, Il cacciabombardiere Su-24 Fencer, RID ottobre 1996, pagg. 30-36, per la quasi totalità dell'articolo, specie nel settore tecnico e dello sviluppo.
- Nico Sgarlato, Su-24, Aerei luglio-agosto 2005, pagg. 43-50.